# Acanthephippium sinense
Acanthephippium sinense là một loài thực vật thuộc họ Orchidaceae. Loài này có ở Trung Quốc và Hồng Kông.